# Catedral dels Sants Màrtirs
La Catedral dels Sants Màrtirs (en armeni: Սրբոց Նահատակաց եկեղեցի) és una església de Gyumri (Armènia). És la seu de l'Ordinariat per a Armènia, Geòrgia, Rússia, Europa de l'Est i de l'Església Catòlica Armènia, una església particular en plena comunió amb el Papa de Roma.

## Història
La construcció va començar al desembre de 2010 i es va acabar en 2015. La catedral va ser originalment anomenada "de la Santa Creu", però va canviar a "Sants Màrtirs" en honor de les víctimes del genocidi armeni. L'església és una imitació de les formes derivades de l'arquitectura medieval armènia, en particular de Zvartnots. Té un campanar a l'entrada. L'arquitecte escollit va ser Hagop Jivanyan, i l'enginyer va ser Hagop Baghdasaryan. Les escultures decoratives són de Razmik Ayvazyan.
El 24 de setembre de 2015, la catedral va ser consagrada per la Seua Beatitud Krikor Bedros- XX Gabroyan, patriarca catòlic de l'Església Catòlica Armènia, i la Seua Eminència Leonardo Sandri, prefecte de la Congregació per a les Esglésies Orientals de l'Església Catòlica. La cerimònia es va dur a terme com a part de la commemoració del centenari del genocidi armeni. En 2015, l'Església Armènia els va canonitzar com a màrtirs.